# Costantino III di Gallura
Costantino III de Lacon-Gunale (... – tra il 1171 e il 1173) è stato Giudice di Gallura.
Fu probabilmente figlio di Ittocorre di Gallura e succedette sul trono giudicale a  Comita Spanu, governando dal 1146 al 1161, quando abdicò per diventare monaco. Fu il primo Giudice di Gallura appartenente alla famiglia dei Lacon e viene descritto come una persona dall'animo nobile.
Costantino III sposò Elena de Lacon, figlia di Comita III di Arborea e come dono di nozze le garantì San Felice di Vada in Iurifai. Si sposò di nuovo con una certa Sardinia e gli succedette il figlio Barisone I di Gallura
Sotto il suo regno venne probabilmente eretta la chiesa romanica di San Simplicio a Civita. In seguito Contantino III e la sua famiglia furono costretti a trovare rifugio in Arborea a causa di una congiura di palazzo.